# Bogo (Cameroun)
Pour les articles homonymes, voir Bogo.
Bogo est une commune du Cameroun située dans la région de l'Extrême-Nord et le département du Diamaré.

## Population
Lors du recensement de 2005, la commune comptait 95 230 habitants, dont 22 851 pour Bogo Ville.

## Structure administrative de la commune
Outre la ville de Bogo proprement dite, la commune comprend notamment les villages suivants  :
- Adarwala
- Adarwala II
- Addia
- Adibe
- Agaïda
- Agardawatchi
- Allagarnore
- Alloukirou
- Ardjanire III
- Ardowo Foulbe
- Ardowo Siratare
- Aria-Aria
- Atiba
- Babadam
- Bagalaf
- Balda
- Balewal
- Bankire
- Baouli
- Baouli Ardjanire I
- Baouli Mousgoum
- Baouli Ribaou
- Barriare
- Berni Djire
- Birniguel
- Blamotokore
- Bogore
- Boreil Mango
- Botchawo
- Boudou Mango
- Boudou Sap-Sap
- Boudou Wouro Kaou
- Boudouyel
- Bounguel
- Danki I
- Danki II
- Danky Djoutngo
- Dassi
- Diguir
- Diguir
- Djabinguel
- Djafoungo
- Djiddel Assoualaï
- Djiddel Garre
- Djoutngo Modibo
- Do'ou Louggol
- Doldoldewo
- Doudo
- Foukarbewo
- Gada Gassade
- Gadamayo
- Golombere Hodande
- Goulof
- Gouriki
- Gouzoublam Foulbe
- Gouzoublam Mousgoum
- Gueling
- Gueling
- Guinelaye
- Guirle
- Harde
- Hodande Dacdalak
- Hodande Maoudo
- Hodango
- Kagawo (Balda)
- Kagawo (Sedek)
- Kalanwo
- Kassaïwo
- Kassaïwo-Kessouwo
- Kawaya
- Kerewo
- Kesker
- Koblon
- Koradai
- Korho Tourhi
- Kourdaya
- Lopere
- Louggol Ngari
- Madaka
- Madide
- Magoumaï
- Marvak
- Massoyel
- Matabel
- Matchabantal
- Mbaddi
- Mbadjiwal
- Messegue
- Metche
- Mokodos
- Mokozoumaï
- Morgoï
- Mororodjoungo
- Mongossi
- Nerba
- Mororo
- Ngalaga
- Ngarawo
- Regue
- Sakkazamai
- Sanwan Hodande
- Saoudjo
- Sawawo
- Sedek
- Siratare
- Soulkadou
- Sourade
- Sourbawol
- Souttiningo
- Tankirou Djaligo
- Tankirou II
- Tanneo
- Tanneo
- Taourou
- Tchabawol
- Tchakamadje
- Tchakamadje
- Tchakkawo
- Tchasdewo
- Tchinalaye
- Tchoffol I
- Tchoffol II
- Tchoffol III
- Touppéré
- Tourmatal
- Touroukre
- Towndewo
- Wakkaboungo Foulbe
- Wakkaboungo Siratare
- Walayite
- Wawago
- Winde Borno
- Winde Sedek
- Woïla-Mayo
- Wouro Abba
- Wouro Bani
- Wouro Gadjel
- Wouro Mango
- Wouro Messere
- Yamdjidjimre
- Yoldé-Tchoukol
- Yolel I
- Yolel II
- Yolel III
- Yonkolde
- Yorondou
- Zalawo
- Zina Mokorom
- Zina Sadawol
- Zina-Harde
- Zinabalam I

## Personnalités
- Hamadou Sali, homme politique, né à Bogo Diamaréé Extrême-nord  le 25 janvier  1965.
- Député à l'Assemblée nationale depuis 1997
- PCA Camrail de 2009 au 9 juin 2017.

## Historique des Sous-préfets
| Dates                 | Sous-préfet     |
| --------------------- | --------------- |
| Depuis le 22 mai 2017 | Nadourou Yabana |
| Jusqu'au 22 mai 2017  | Fouapon Alassa  |